# Тузиков, Александр Васильевич
Александр Васильевич Тузиков (род. 5 сентября 1958 года, Полоцк) — белорусский учёный, c 2008 по 2022 год -генеральный директор Объединенного института проблем информатики НАН Беларуси, член-корреспондент Национальной академии наук Беларуси (2014).

## Биография
Родился 5 сентября 1958 года в г. Полоцке. В 1975 году окончил (золотая медаль) СШ № 10 г. Слуцка. В 1980 году окончил факультет прикладной математики БГУ (ленинский стипендиат). В 1983 году окончил аспирантуру Института технической кибернетики АН Белоруссии (Объединенный институт проблем информатики НАН Беларуси с августа 2002). В ИТК НАН Беларуси с 1980 года (с 1983 — м.н.с., с 1986 — с.н.с.). В 1993 году окончил докторантуру Института технической кибернетики АН Беларуси. В Национальном центре информационных ресурсов и технологий с 1997 года (с 1998 года в.н.с., с 2000 года гл.н.с.).
Заместитель генерального директора по научной работе ОИПИ НАН Беларуси с 2003 года. С января 2009 года — генеральный директор ОИПИ НАН Беларуси. По совместительству работает на факультете прикладной математики и информатики Белгосуниверситета (профессором с 2001 года).
Лауреат Государственной премии Республики Беларусь (2003) и Межгосударственной премии СНГ «Звёзды Содружества» за 2020 год.

## Труды
- Математическая морфология, моменты, стереообработка: избранные вопросы обработки и анализа цифровых изображений. Минск: Белорус. наука, 2006, 198 с. (совм. с. С.А Шейниным, Д. В. Жуком)
- Анализ симметричности и сравнение объектов на основе сложения Минковского. Мн., ИТК НАН Беларуси, 1998, 172 с.
- Similarity and symmetry measures for convex shapes using Minkowski addition. IEEE Transactions on PAMI, 1998, 20(9), 980—993 (совм. с H.J.A.M. Heijmans)
- Similarity measures for convex polyhedra based on Minkowski addition. Pattern Recognition, 2000, 33(6), 979—995 (совм. с J.B.T.M. Roerdink и H.J.A.M. Heijmans)
- Computation of volume and surface body moments. Pattern Recognition, 2003, 36(11), 2521—2529, (совм. с S.A. Sheynin и P.V. Vasiliev)
- Moment computation for objects with spline curve boundary. IEEE Transactions on PAMI, 2003, 25(10), 1317—1322 (совм. с S.A. Sheynin).